# Claudia Presăcan
Claudia Maria Presăcan (n. 28 decembrie 1979, Sibiu, România) este o antrenoare de gimnastică și o fostă gimnastă română, laureată cu aur pe echipe și cu bronz la individual la Sydney 2000.